# Wilhelmina von Bremen
Wilhelmina Catherine »Billie« von Bremen-Asch, ameriška atletinja, * 13. avgust 1909, San Francisco, Kalifornija, ZDA, † 23. julij 1977, Alameda, Kalifornija.
Nastopila je na Poletnih olimpijskih igrah 1932 v Los Angelesu, kjer je osvojila naslov olimpijske prvakinje v štafeti 4x100 m s svetovnim rekordom 46,9 s in bronasto medaljo v teku na 100 m.